# プレッサイト

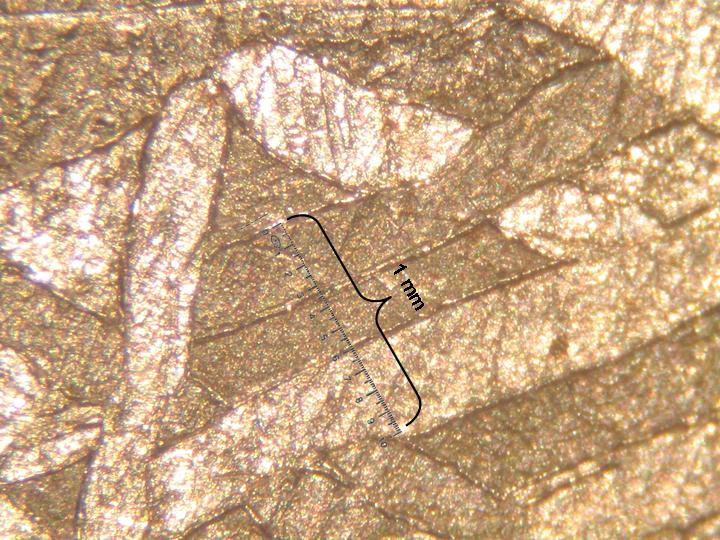
プレッサイト

プレッサイト(Plessite)は、オクタヘドライト型鉄隕石中に見られるカマサイトとテーナイトの微細粒の混合物である。ギリシア語で「埋めるもの」を意味する"plythos"という言葉に由来し、ウィドマンシュテッテン構造が見られるカマサイトとテーナイトの大きな帯の境目に見られる。
形成機構や形態の異なる多くの種類のプレッサイトが存在する。Buchwaldの"Iron Meteorites"やMassalskiの"Speculations about Plessite"に掲載されたプレッサイトの種類には、以下のようなものがある。
- 針状（I型）
- 黒色（II型）
- 細胞状（III型）
- 櫛状
- 網状
- 真珠状
- 楕円体状